# Maček (priimek)
Maček je 69. najbolj pogost priimek v Sloveniji, ki ga je po podatkih Statističnega urada Republike Slovenije na dan 31. decembra 2007 uporabljalo 1.554 oseb, na dan 1. januarja 2010 pa 1.548 oseb in je med najpogostejšimi priimki zasadal 68. mesto. 

## Znani slovenski nosilci priimka
- Alenka Maček Lebar, elektrotehničarka, biomedicinska kibernetičarka, izr. prof. FE
- Amalija Maček (*1971), germanistka in hispanistka, prevajalka, esejistka
- Boštjan Maček (*1972), športni strelec (& sestra Jasmina Maček)
- Branko Maček, duhovnik, predsednik škofijske Karitas Maribor
- Breda Maček Paternu (1929—2006), zdravnica onkologinja
- Franc Maček (*1968), klarinetist, saksofonist
- France Maček - Muc (1933—2010), slikar, grafik
- Gregor Maček (1682—1745), arhitekt, stavbarski podjetnik
- Irena Maček, biologinja, ekologinja, izr. prof.
- Ivan Maček Matija (1908—1993), politični delavec in narodni heroj
- Jadran Maček (*1946), kemik, univ. profesor
- Janko Maček (1931—2023), soust. in sodelavec Nove slovenske zaveze, publicist (osrednji pisec Zaveze)
- Jerneja Maček, pedopsihiatrinja
- Jože Maček (1896—1980), agronom, direktor kmetijskega inštituta
- Jože Maček (1911—1992), zgodovinar in arhivist
- Jože Maček (*1929), agronom fitopatolog, agrarni zgodovinar in ekonomist, univ. profesor, akademik
- Jure Maček (*1974), zgodovinar, arhivist
- Ksenija Maček (*1973), športna strelka
- Marjan Maček (1935—2022), arhitekt
- Marjan Maček (1936—2018?), judoist
- Matija Maček (ok.1657—ok.1737), arhitekt, stavbenik
- Matjaž Maček (*1944?), politolog
- Miš(k)o Maček (*1944), pesnik (psevdonim; pravo ime: Karel Smolle)
- Olga Maček (r. Mayer) (1932—2022), agronomka
- Pepca Maček (Pepca Kardelj) (1914—1990), politična delavka
- Peter Maček (*1952), biolog, biokemik, univ. profesor
- Polde Maček (1901—1977), politični delavec (tudi Polde ml.=najmlajši "prvoborec" 1928-2020)
- Robert Vrtovšek-Maček, radijski spiker, glasbenik (punk-pevec in tolkalist)
- Rok Maček, zdravnik
- Stanko Maček (1902—1987/90?), gradbenik hidrotehnik
- Tone Maček (1887—1947), psevdonim pesnika, pisatelja prevajalca in publicista Antona Tanca
- Uroš Maček (*1960), igralec
- Viktor Maček (1903—1983), pravnik, odvetnik, politik
- Zala Maček, umetnostna zgodovinarka in kritičarka, hči Žarka Vrezca

## Znani tuji nosilci priimka
- Ivo Maček (1914—2002), hrvaški pianist, klavirski pedagog, skladatelj in akademik
- Vladimir (Vladko) Maček (1879—1964), hrvaški pravnik, publicist in politični voditelj